# 新竹竹蓮寺
24°47′56″N 120°58′12″E / 24.798929°N 120.970049°E
新竹竹蓮寺，當地人俗稱觀音亭、觀音媽廟、新竹觀音廟，位於臺灣新竹市東區竹蓮街與南大路交叉路口附近。主奉觀世音菩薩，香火鼎盛。本廟與都城隍廟、外天后宮並稱新竹三大廟。

## 沿革

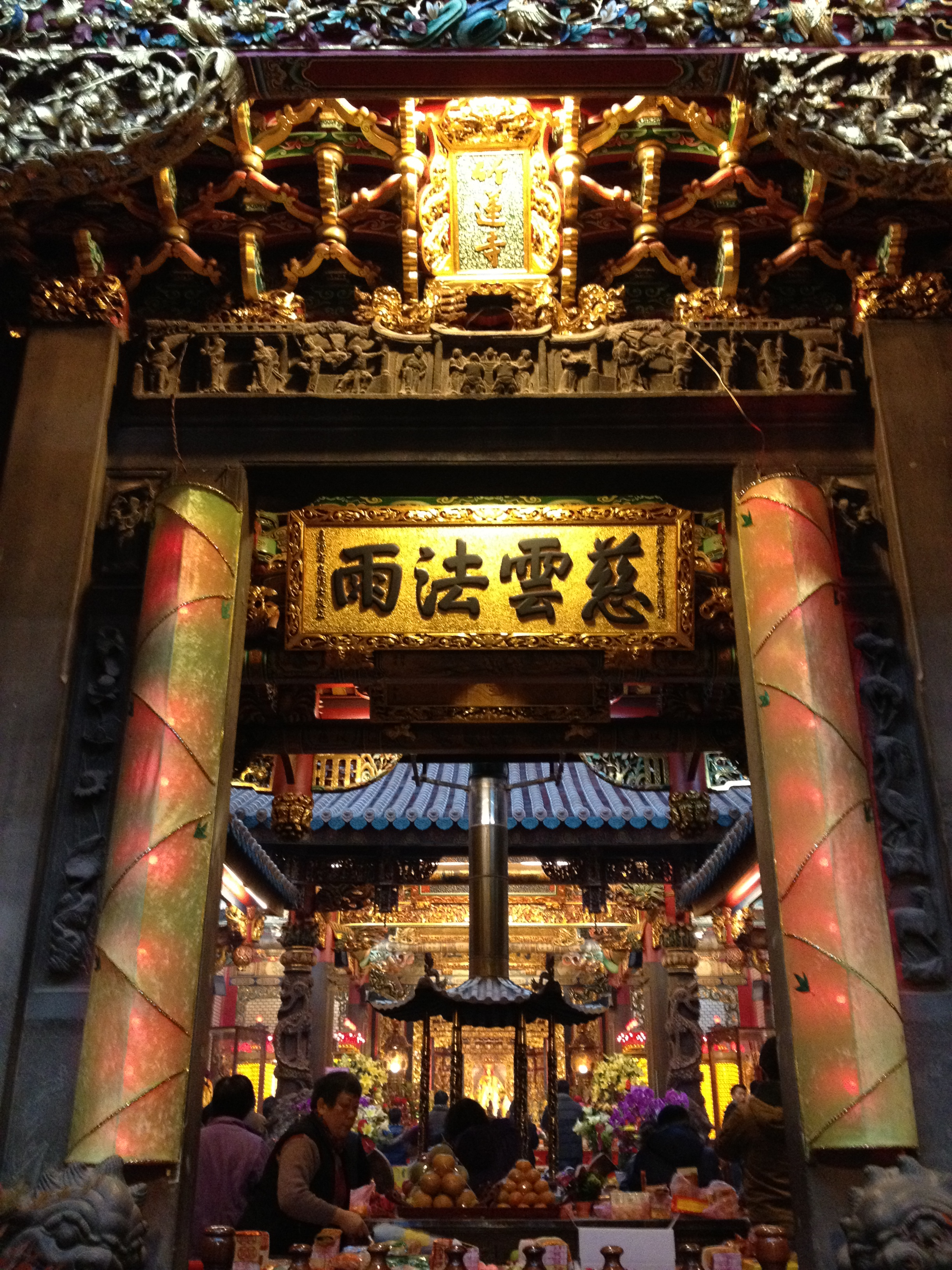
竹蓮寺三川殿中門

竹塹城植竹圍之初，清康熙50年（（1711年）間，由檀越大墾戶福建泉州人王世傑率領親族一百八十餘人至竹塹墾荒，在南門外御史崎的平埔上（現壹同寺、智觀寺）附近所築小庵，供奉觀世音菩薩，該觀世音菩薩金身即今之三媽，初期經費，皆由王世傑及其親族所捐獻，始稱觀音亭。

#### 遷建
清乾隆46年（1781年），由莊德倡議遷廟，為遷建竹蓮寺，特前往浙江省普陀山法雨寺，請來觀世音菩薩金身即今之二媽，經王世傑後代子孫王春塘捐獻土地與香火租穀，在今址以磚建廟，遷建後稱為竹蓮寺，寺廟落成時鎮殿觀世音菩薩金身即今之大媽，此為竹蓮寺大媽、二媽、三媽之由來，至今共有三一一年之歷史。其為一閩南風格之建築。廟中木刻部分，為黑金町名匠蔡心匏的傑作。

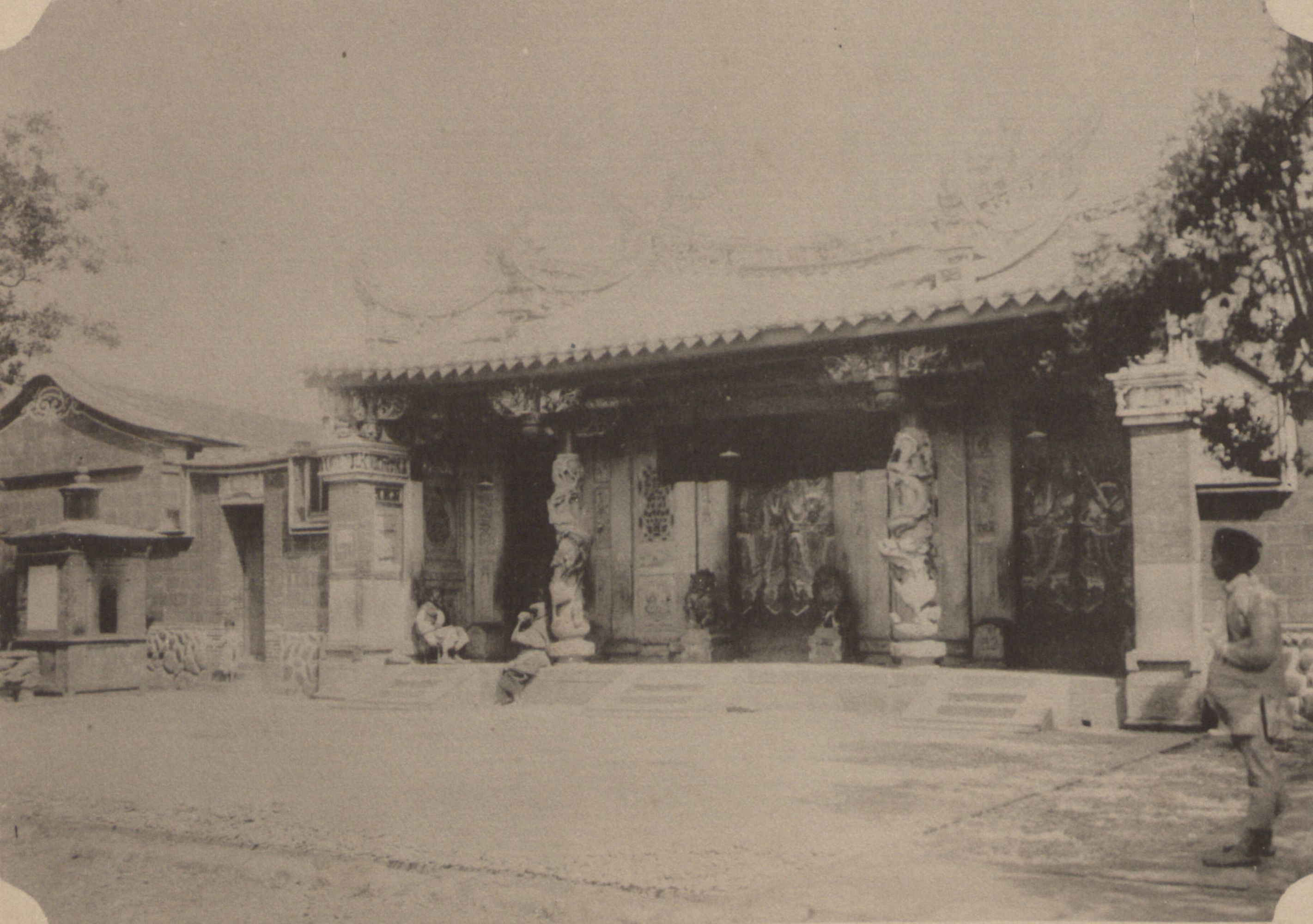
日誌時期的新竹竹蓮寺(《記念臺灣寫真帖》，臺灣總督府民政部編)

#### 重修
竹蓮寺曾於2004年（民國93年）整修，經歷8年的古蹟修復工程，於2011年（民國100年）陽月竣工，並舉行「新竹市竹蓮寺慶祝重修落成安座典禮暨建廟230週年紀念」。

## 祀神
竹蓮寺主祀之觀音菩薩像有三尊，皆頂戴五佛冠，分別為大媽、二媽及三媽。大媽金身為泥塑；二媽、三媽金身則為木雕。
- 大媽：現址蓋廟時泥塑之鎮殿媽。
- 二媽：由南海普陀山法雨寺分香，恭請二媽及高僧至現址點地理蓋廟，據說最為靈驗。
- 三媽：最古之神像，已有300多年歷史，是康熙年間農民原先所蓋之觀音亭而來至竹蓮寺，緣起為三媽多人膜拜而決定遷至竹蓮寺現址，聞名臺灣。

### 殿宇分佈
正殿：主祀觀世音菩薩，配祀文殊菩薩、普賢菩薩、韋馱菩薩、伽藍菩薩、護法尊者、十八羅漢。
聖母殿：天上聖母，分靈自福建湄洲天后宮祖廟，每年於農曆八月十六日擲筊擇定南下恭請全臺媽祖名廟之媽祖神尊，如朴子配天宮、白沙屯拱天宮、大甲鎮瀾宮、北港朝天宮、新港奉天宮、鹿港天后宮。
祖師殿：達摩祖師、福德正神。
註生殿：註生娘娘、七星娘娘、十二婆者。
境主殿：境主尊神、太上至尊感應神位、功德檀越主等，
二樓：觀音菩薩、準提菩薩、文殊菩薩、普賢菩薩、斗姥元君、太歲星君。

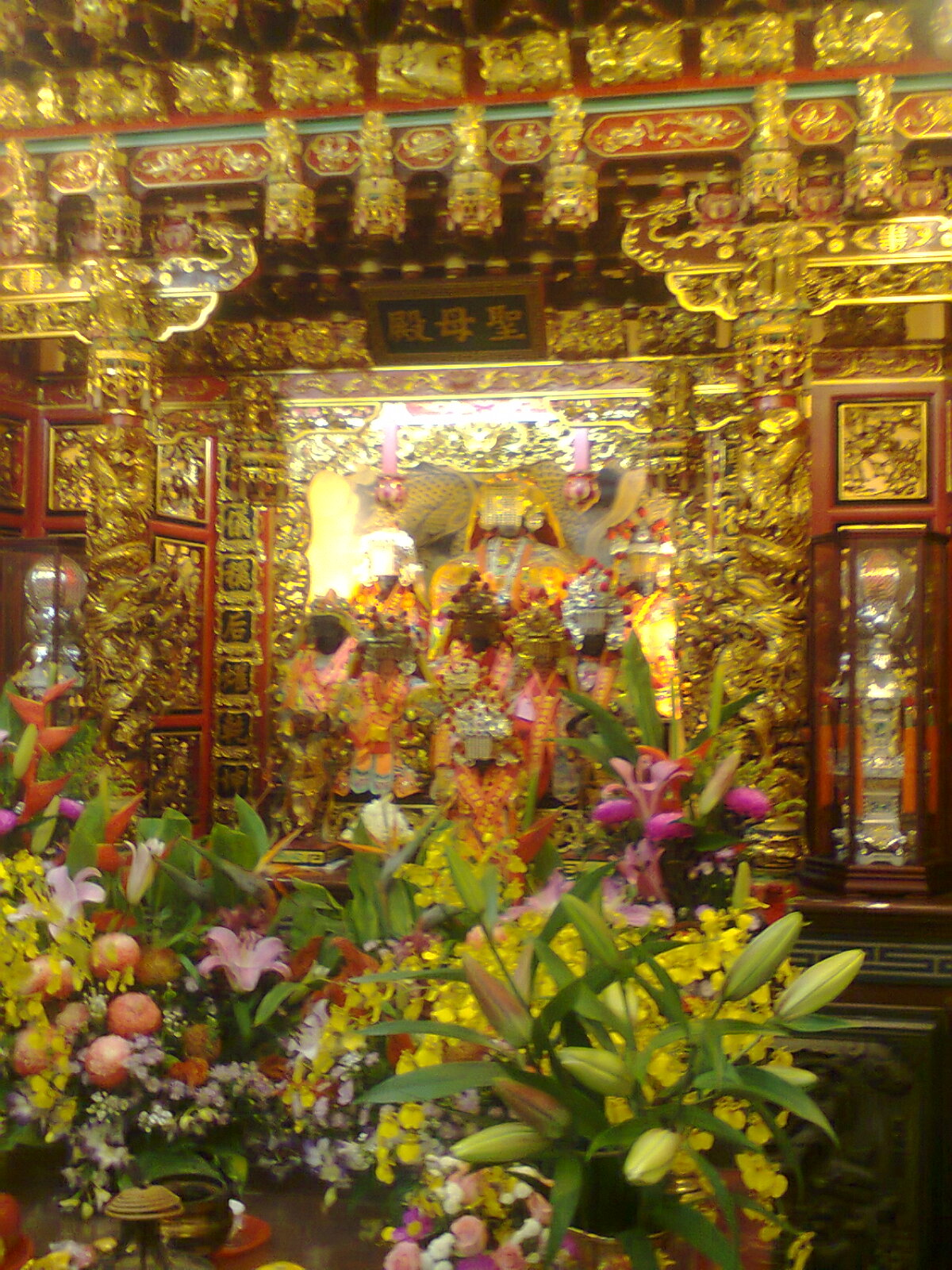
聖母殿的媽祖神尊
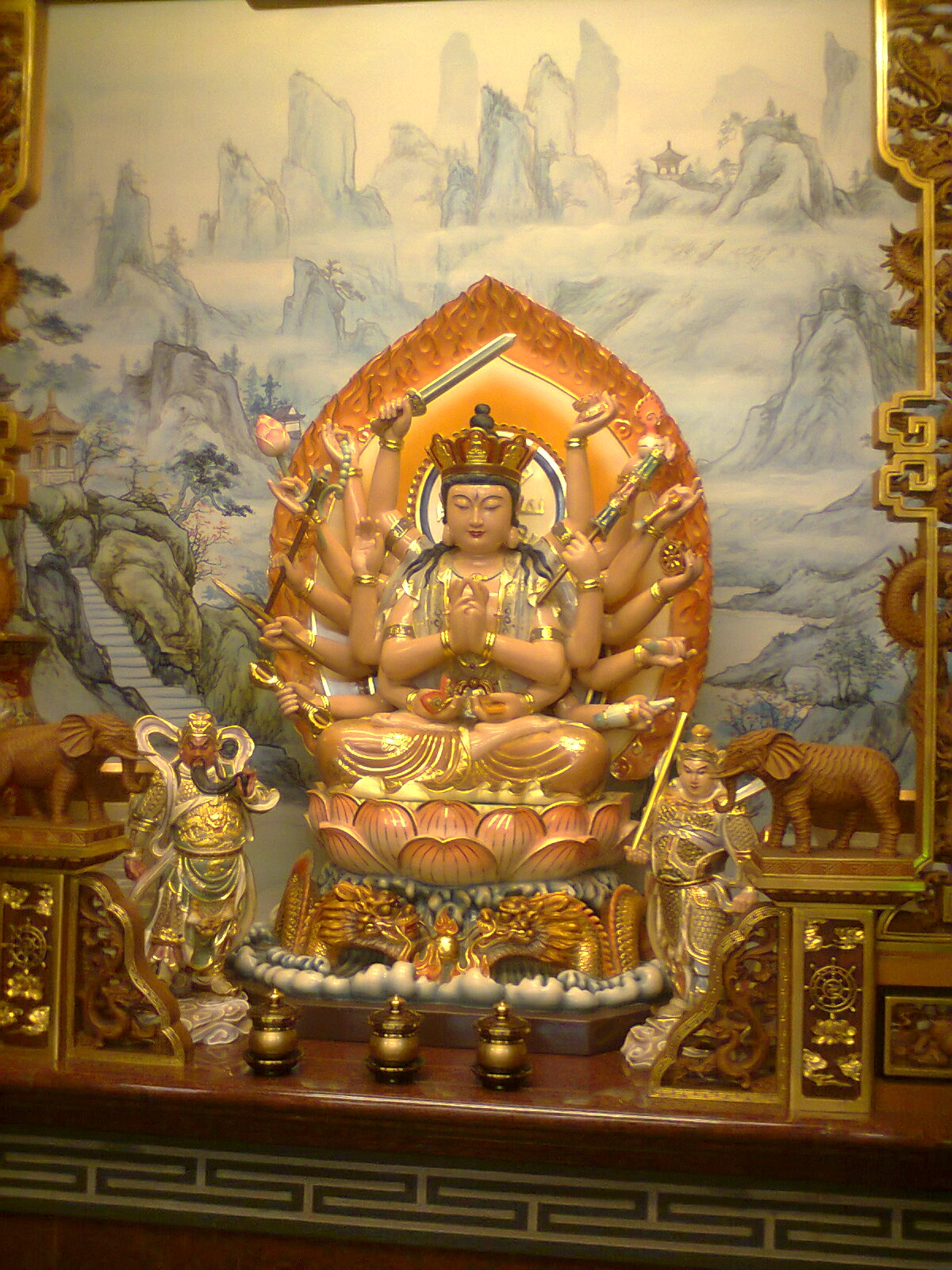
準提殿的準提菩薩
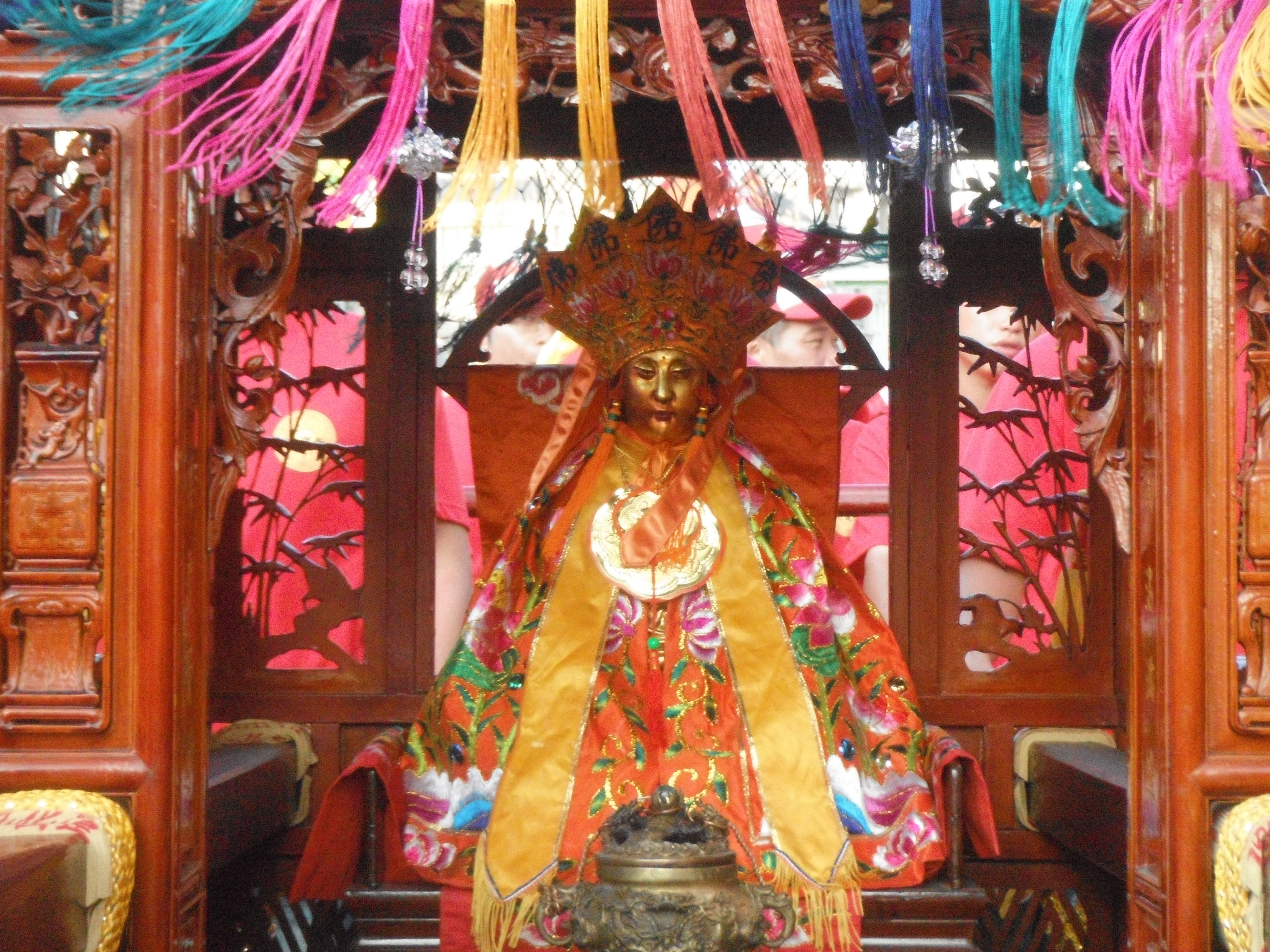
端坐於神轎內的 觀音佛祖 二媽 寶像

## 文物
- 「大海慈雲」金匾：清光緒帝御賜之金匾
- 「大雄寶殿」匾額
- 「竹林蓮座」匾額
- 「慈雲法雨」匾額
- 「法雨慈雲」匾額：林汝梅敬獻
- 「慈雲護塹」匾額：欽知按察使司銜台澎兵備道提督學政皖懷丁曰健敬立

## 外部連結

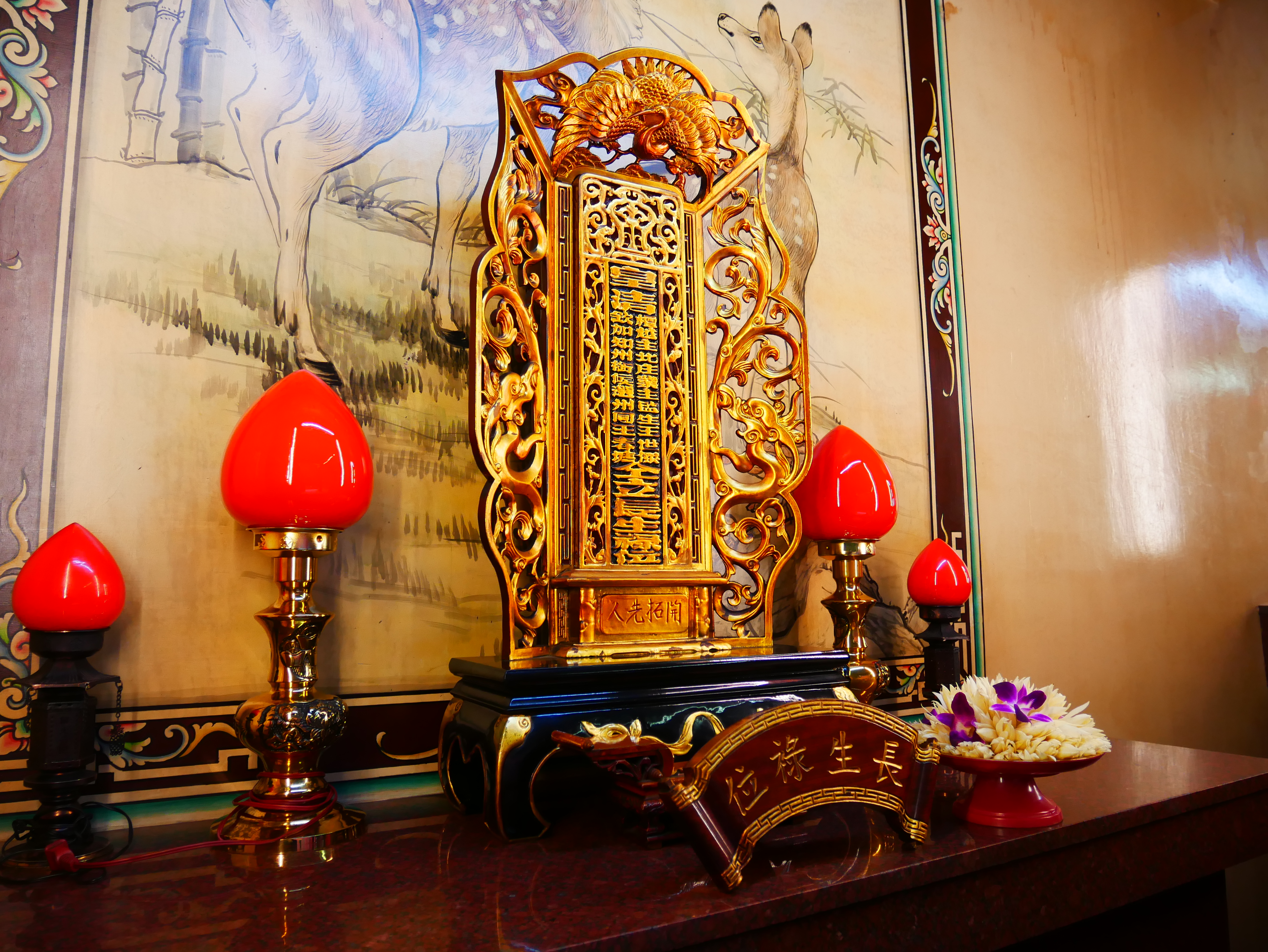
王世傑與王春塘長生祿位

- 新竹竹蓮寺全球資訊網 （页面存档备份，存于）
- 新竹竹蓮寺Facebook （页面存档备份，存于）